# Tha Crossroads
„Tha Crossroads“ je píseň americké Hip hopové skupiny Bone Thugs-n-Harmony. Skupina za tuto píseň získala cenu Grammy. Píseň byla vydána jako třetí singl z alba E 1999 Eternal 23. dubna 1996. Jedná se o nejúspěšnější píseň skupiny.
Skladba "Tha Crossroads" je věnována památce rappera Eazy-E.

## Tracklist
- "Crossroad" (LP verze; originální verze) - 3:27
- "Crossroad" (LP verze; - radio edit) - 3:33
- "Tha Crossroads" (D.J. U-Neek's Mo Thug remix) - 3:50
- "Tha Crossroads" (D.J. U-Neek's remix instrumental) - 3:48

## Remix
Oficiální remix "Tha Crossroads (Tha Flesh Flip Remix)" obsahoval verš i pátého člena skupiny, kterým byl Flesh-n-Bone. Také ostatní členové, z původní verze písně nahráli pro tento remix nové verše.

## Hitparády
| Země                            | Umístění |
| ------------------------------- | -------- |
| Austrálie (ARIA Charts)         | 15       |
| Irsko (Irish Singles Chart)     | 6        |
| Nizozemsko (Dutch Top 40)       | 5        |
| Nový Zéland (RIANZ)             | 1        |
| Švédsko (Sverigetopplistan)     | 7        |
| Spojené království (UK Singles) | 8        |
| US Hot 100                      | 1        |
| US Hip Hop                      | 1        |
| US Rap                          | 1        |